# Economia do desenvolvimento
Economia do desenvolvimento é um ramo da economia que lida com os aspetos económicos do processo de desenvolvimento dos países menos ricos. Foca não só os métodos para promover o crescimento económico e a mudança estrutural, mas também em como melhorar o potencial da massa populacional, por exemplo, através da melhoria das condições de saúde, educação e trabalho, seja através de meios privados ou públicos.
A economia do desenvolvimento dedica-se à criação de teorias e métodos para ajudar na determinação de políticas e práticas, e podem pretender ser implementadas tanto ao nível doméstico como ao nível internacional.
Isso pode implicar a reestruturação dos incentivos de mercado ou a utilização de métodos de otimização, para a análise de projetos, ou ainda uma mescla de métodos quantitativos e qualitativos.
Em contraste com outros ramos da economia, as abordagens da economia do desenvolvimento podem incorporar fatores políticos e sociais ao elaborar planos específicos.
Também em contraste com outros campos da economia, não existe um consenso sobre o que deve constar num plano curricular para este tema.
As diferentes abordagens têm em consideração os fatores que contribuem para a convergência ou divergência das economias nos agregados familiares, regiões e países.